# Okręt balonowy

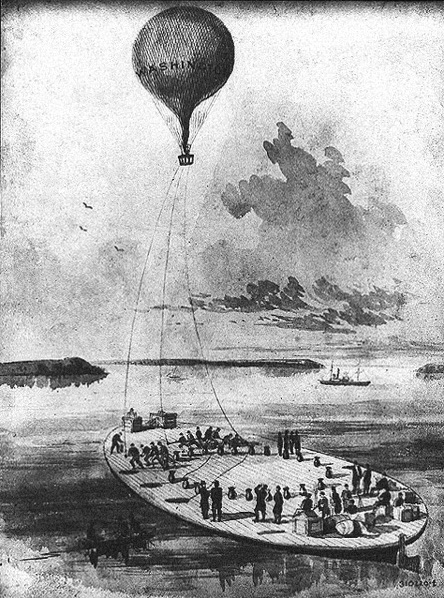
Lot balonu z pokładu USS „George Washington Parke Custis”

Okręt balonowy (balonowiec) – okręt wojenny wyposażony w balony na uwięzi wypuszczane z jego pokładu. Początkowe koncepcje użycia tego typu okrętów pochodzą z początku XIX wieku, a pierwsze praktyczne próby bojowego użycia balonów z pokładu okrętu miały miejsce w 1849.
Balonowce używane były w początkowym okresie I wojny światowej, jednak z powodu postępów techniki wojskowej zostały wyparte z użycia przez tendry wodnosamolotów i lotniskowce.

## Pierwsze próby
Pierwszą osobą, która zasugerowała użycie balonu na uwięzi z pokładu okrętu, był w 1803 angielski kontradmirał Henry Knowles. W 1818 Charles Rogier zaprojektował okręt wyposażony w balony swobodne uzbrojone w bomby lotnicze, a w 1846 w czasie amerykańsko-meksykańskiej powstał plan użycia balonów na uwięzi do zbombardowania portu Veracruz.
Pierwsze praktyczne użycie balonów z pokładu okrętu miało miejsce 12 lipca 1849 w czasie blokady Wenecji. Z pokładu austriackiego parowca „Vulcano” wypuszczono w kierunku Wenecji kilkanaście małych balonów na gorące powietrze z podwieszonymi ładunkami wybuchowymi, ale z powodu niekorzystnych wiatrów próba ta zakończyła się fiaskiem, co praktycznie zakończyło na zawsze użycie balonów swobodnych do celów wojskowych.
Pierwszego lotu załogowego w balonie na uwięzi z pokładu statku dokonał 3 sierpnia 1861 w czasie amerykańskiej wojny secesyjnej aeronauta John LaMountain, którego balon wzbił się z pokładu należącego do unionistów transportowca „Fanny”.  Już w tym samym miesiącu Korpus Balonowy Armii Unii zakupił starą barkę węglową i przebudował ją na pierwszy na świecie balonowiec nazwany USS „George Washington Parke Custis”.  Okręt ten został wycofany ze służby już rok później, ale jego balon służył do kierowania ogniem na kanonierce „Mayflower” do końca 1863.
Szybko rozwijająca się wówczas technika wojskowa zwiększyła w latach 90. XIX wieku zainteresowanie balonami obserwacyjnymi na uwięzi. Wiązało się to szczególnie z coraz lepszymi osiągami artylerii okrętowej, której skuteczny zasięg znacznie przewyższał pole widzenia obserwatorów znajdujących się na najwyższych nawet masztach okrętów. Eksperymenty z pokładu francuskiego pancernika „Formidable” pokazały, że obserwator znajdujący się w balonie ma pole widzenia nawet o 40 km większe od osoby znajdującej się na pokładzie okrętu.
Prowadzono także intensywne prace nad doskonaleniem balonów. Zwykłe sferyczne balony były bardzo niestabilne nawet przy stosunkowo niewielkich wiatrach, ich gwałtowne ruchy powodowały często chorobę lokomocyjną osób znajdujących się na ich pokładach. W Niemczech, w latach 1893-1899, August von Parseval i Hans Bartsch von Sigsfeld opracowali tzw. Drachenballon (balon-latawiec) – podłużny balon z powierzchniami nośnymi działającymi jako stabilizatory lotu, z wyglądu podobny do sterowców, ale bez żadnego napędu własnego. Balony takie zachowywały stabilność przy wiatrach dochodzących do 65 km/h. W późniejszym czasie balony te używane były także jako bezzałogowe balony zaporowe.
W 1898 francuski okręt „Foudre” (oryginalnie wodowany jako tender torpedowców – croiseur porte-torpilleurs) został czasowo przebudowany na okręt balonowy i jako taki brał udział w manewrach w latach 1898–1901 (w późniejszym czasie został przebudowany na tender wodnosamolotów – transport d'hydravions).

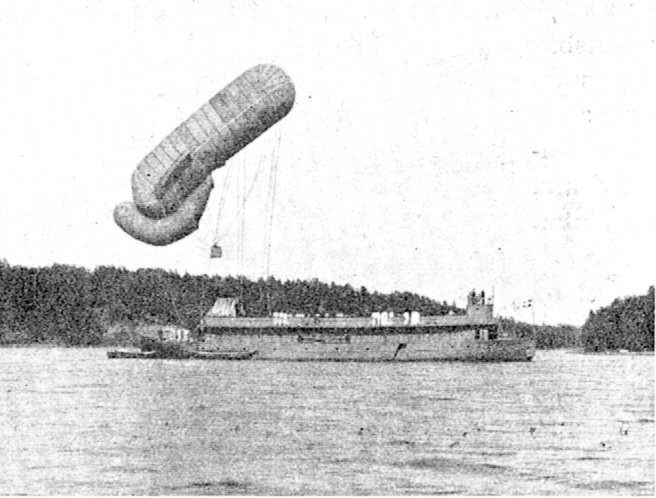
Szwedzki Ballondepotfartyg Nr. 1 z balonem systemu Parsevala-Sigsfelda

W 1904 w Szwecji zbudowano pierwszy okręt zaprojektowany od początku jako balonowiec, była to pozbawiona własnego napędu barka Ballondepotfartyg Nr. 1 o wyporności 220 ton, okręt ten brał udział w manewrach floty jeszcze do 1929.

## Wojna japońsko-rosyjska
Balony na uwięzi były używane przez obie strony wojny japońsko-rosyjskiej, ale tylko Rosjanie używali ich z pokładów okrętów. We Władywostoku kapitan Fiodor Postnikow zaadaptował cztery transportowce oraz krążownik pancerny „Rossija” na balonowce, a w bazie w Lipawie nad Morzem Bałtyckim stary niemiecki liniowiec „Lahn” został przebudowany na okręt balonowy nazwany „Ruś”. Okręt ten miał nawet wziąć udział w bitwie pod Cuszimą i wyruszył w drogę wraz z resztą floty, ale fatalny stan kadłuba zmusił go do powrotu do Lipawy.

## Wojna włosko-turecka
Marynarka włoska używała balonów na uwięzi z pokładów okrętów już od 1907, a pierwszy włoski balonowiec powstał w 1911 i brał udział w wojnie włosko-tureckiej. Przebudowana na okręt balonowy brygantyna „Cavalmarino” była używana do kierowania ogniem pancernika „Re Umberto” i krążownika pancernego „Carlo Alberto”.

## Pierwsza wojna światowa

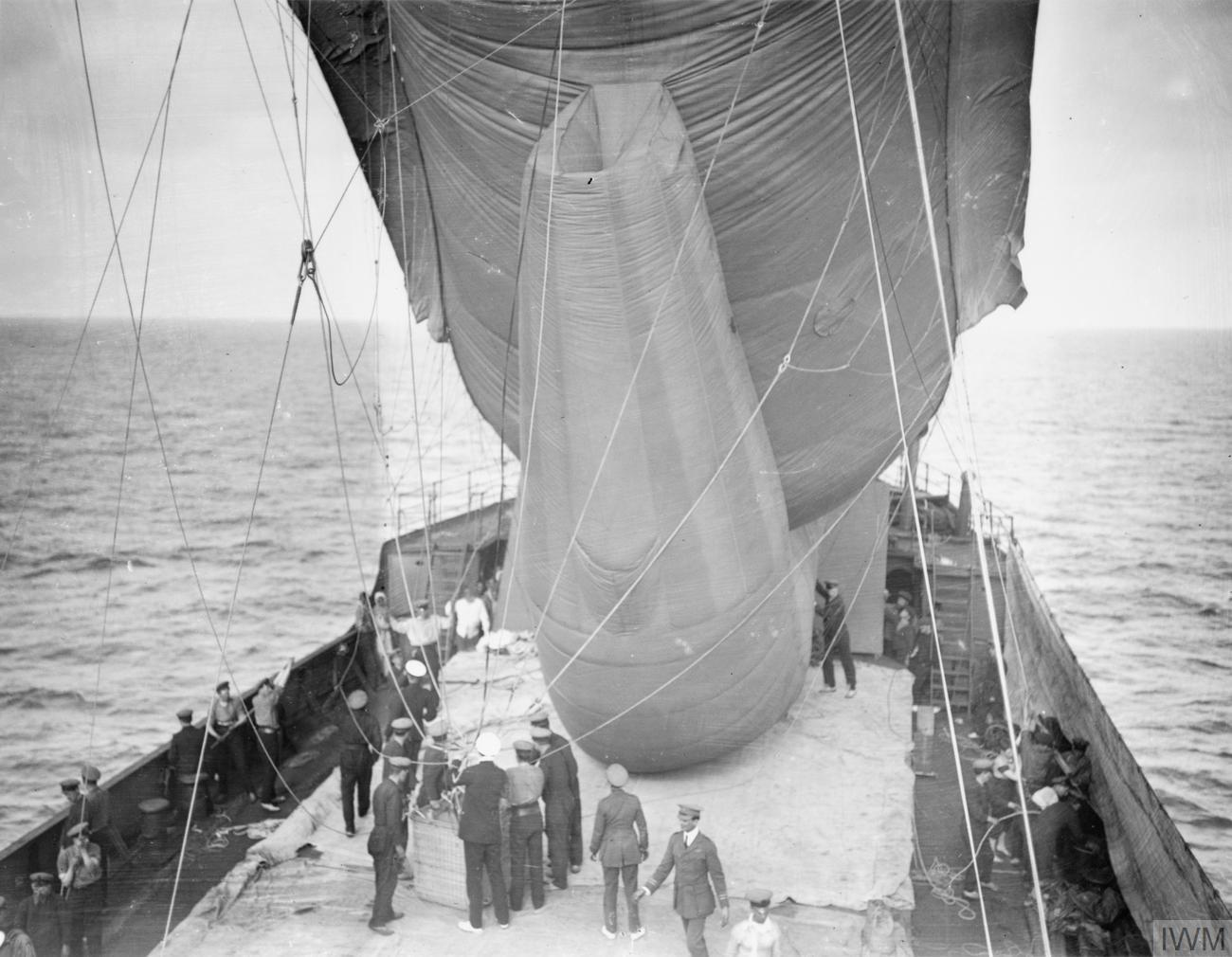
HMS „Manica” pod Gallipoli

Na początku I wojny światowej balonowce posiadały floty Wielkiej Brytanii, Francji, Niemiec, Włoch, Rosji i Szwecji. Używane w początkowym okresie do celów obserwacyjnych i kierowania ogniem, zostały jeszcze przed końcem wojny wycofane ze służby lub przebudowane na bazy wodnosamolotów. W czasie operacji morskich w Cieśninie Dardanelskiej flota angielska operowała trzema balonowcami HMS „Manica”, HMS „Canning” i HMS „Hector (1895)”.